# Doris Leuthard
Doris Leuthard (ur. 10 kwietnia 1963 w Merenschwand, kanton Argowia) – szwajcarska polityk i prawnik. Członkini Szwajcarskiej Rady Federalnej od 1 sierpnia 2006 do 31 grudnia 2018. Prezydent Konfederacji Szwajcarskiej w 2010 oraz 2017 roku. W latach 2010–2018 stała na czele Departamentu Środowiska, Transportu, Energii i Komunikacji.

## Życiorys
Doris Leuthard urodziła się w 1963 w Merenschwand. Ukończyła studia prawnicze na Uniwersytecie w Zurychu oraz kursy językowe w Paryżu i Calgary. W 1989, po odbyciu aplikacji w sądzie w Bremgarten, rozpoczęła praktykę prawniczą. W latach 1991–2006 pracowała jako adwokat.
W latach 1997–2000 wchodziła w skład parlamentu Kantonu Argowia, w którym była członkinią Komisji ds. Równości Płci oraz Komisji Sprawiedliwości. W latach 1999–2006 zasiadała w Radzie Narodowej, wchodząc w skład Komisji Spraw Prawnych; Instytucji Politycznych; Sądowniczej; Spraw Gospodarczych i Podatkowych.
Jako członkini Chrześcijańsko-Demokratycznej Partii Ludowej (CVP/PDC), w latach 2001–2004 pełniła funkcję jej wiceprzewodniczącej, a od 2004 do 15 czerwca 2006 przewodniczącej partii.
Po rezygnacji Josepha Deissa z członkostwa w Radzie Federalnej, 14 czerwca 2006 została wybrana jego następczynią i piątą kobietą w historii rady. 1 sierpnia 2006 objęła urząd i stanęła w niej na czele Federalnego Departamentu Spraw Gospodarczych. 1 listopada 2010 objęła w zamian departament środowiska, transportu, energii i komunikacji.
W wyborach do Szwajcarskiej Rady Federalnej z 12 grudnia 2007 zdobyła wymaganą większość głosów i zachowała mandat. W grudniu 2008 wybrana została wiceprezydentem Szwajcarii na rok 2009, w grudniu 2009 prezydentem na rok 2010, zaś w grudniu 2015 na wiceprezydenta na rok 2016.
7 grudnia 2016 została wybrana na urząd prezydenta Szwajcarii, który objęła 1 stycznia 2017. Jej kandydaturę poparło 188 spośród 207 deputowanych.
Doris Leuthard jest zamężna z doktorem chemii, Rolandem Hausinem.